# Rio Kaministiquia
O rio Kaministiquia é um rio do Canadá que desagua na parte ocidental do lago Superior na cidade de Thunder Bay. Kaministiquia (Gaa-ministigweyaa) é uma palavra dos Ojíbuas que significa "(rio) com ilhas" devido as duas grandes ilhas (McKellar e Mission) na foz do rio. O delta tem três braços ou saídas: o mais ao sul é chamado de rio Mission, o braço central de rio McKellar, e o mais ao norte de Kaministiquia. Os moradores da região costumam referirem-se ao rio como o "Kam". Os três braços do rio no delta foram extensivamente dragados e ampliados pelo Departamento Federal de Obras Públicas no início do século XX para facilitar a navegação.
Entre seus afluentes estão:
- Rio Dog
- Rio Shebandowan
- Rio Kashabowie
- Rio Whitefish